# Yūya Kubo
Yūya Kubo (久保 裕也?, Kubo Yūya; Yamaguchi, 24 dicembre 1993) è un calciatore giapponese, attaccante del FC Cincinnati.

## Carriera

### Club
Nel 2011, alla sua prima stagione da professionista, a 17 anni mette a segno 10 reti in campionato, nella seconda divisione giapponese. Segna anche 3 reti nella coppa dell'Imperatore, trascinando il Kyoto Sanga in finale, poi persa contro l'FC Tokyo, in una partita che lo vede anche andare in gol Il 17 febbraio 2012 è incluso da Alberto Zaccheroni nelle convocazioni della nazionale per un test contro l'Islanda, dove però non debutta. Nell'occasione il mister voleva testare unicamente giocatori del campionato locale.
Nel 2012 fatica a trovare spazio come titolare, essendogli preferiti giocatori di maggiore età, e gioca partendo quasi sempre dalla panchina. A fine luglio viene raggiunto un preaccordo vincolante con lo Young Boys per 500.000 euro. Viene però lasciato di comune accordo Kyoto Sanga fino al termine della J2 League 2012. A fine dicembre, di comune accordo, viene "congelato" il trasferimento e prolungato il suo tempo al Sanga fino all'estate 2013. Il 18 giugno il Kyoto Sanga conferma ufficialmente che il giocatore si trasferirà allo Young Boys a inizio luglio, firmando un contratto fino al 2017.
Il 25 gennaio passa al Koninklijke Atletiek Associatie Gent, nella massima divisione belga, per 3,5 milioni di euro.

### Nazionale
Viene convocato per le Olimpiadi 2016 in Brasile.

## Statistiche

### Presenze e reti nei club
Statistiche aggiornate al 9 novembre 2024.
| Stagione             | Squadra              | Campionato           | Campionato | Campionato | Coppe nazionali | Coppe nazionali | Coppe nazionali | Coppe continentali | Coppe continentali | Coppe continentali | Altre coppe | Altre coppe | Altre coppe | Totale | Totale |
| Stagione             | Squadra              | Comp                 | Pres       | Reti       | Comp            | Pres            | Reti            | Comp               | Pres               | Reti               | Comp        | Pres        | Reti        | Pres   | Reti   |
| -------------------- | -------------------- | -------------------- | ---------- | ---------- | --------------- | --------------- | --------------- | ------------------ | ------------------ | ------------------ | ----------- | ----------- | ----------- | ------ | ------ |
| 2011                 | Kyoto Sanga          | J2                   | 30         | 10         | CI              | 3               | 3               | -                  | -                  | -                  | -           | -           | -           | 33     | 13     |
| 2012                 | Kyoto Sanga          | J2                   | 20         | 1          | -               | -               | -               | -                  | -                  | -                  | -           | -           | -           | 20     | 1      |
| 2013                 | Kyoto Sanga          | J2                   | 16         | 7          | -               | -               | -               | -                  | -                  | -                  | -           | -           | -           | 16     | 7      |
| Totale Kyoto Sanga   | Totale Kyoto Sanga   | Totale Kyoto Sanga   | 66         | 18         |                 | 3               | 3               |                    | -                  | -                  |             | -           | -           | 69     | 21     |
| 2013-2014            | Young Boys           | SL                   | 34         | 7          | CS              | 3               | 2               | -                  | -                  | -                  | -           | -           | -           | 37     | 9      |
| 2014-2015            | Young Boys           | SL                   | 27         | 5          | CS              | 2               | 0               | UEL                | 10                 | 2                  | -           | -           | -           | 39     | 7      |
| 2015-2016            | Young Boys           | SL                   | 29         | 9          | CS              | 3               | 2               | UCL+UEL            | 2+2                | 0                  | -           | -           | -           | 36     | 11     |
| 2016-gen. 2017       | Young Boys           | SL                   | 14         | 5          | CS              | 3               | 5               | UCL+UEL            | 4+4                | 2+0                | -           | -           | -           | 25     | 12     |
| Totale Young Boys    | Totale Young Boys    | Totale Young Boys    | 104        | 26         |                 | 11              | 9               |                    | 22                 | 4                  |             | -           | -           | 137    | 39     |
| gen.-giu. 2017       | Gent                 | PL                   | 7+10       | 5+6        | CB              | -               | -               | UEL                | 0                  | 0                  | -           | -           | -           | 17     | 11     |
| 2017-2018            | Gent                 | PL                   | 30+7       | 7+4        | CB              | 3               | 0               | UEL                | 2                  | 0                  | -           | -           | -           | 42     | 11     |
| lug. 2018            | Gent                 | PL                   | 2          | 0          | CB              | 0               | 0               | UEL                | 0                  | 0                  | -           | -           | -           | 2      | 0      |
| 2018-2019            | Norimberga           | BL                   | 22         | 1          | CG              | 1               | 0               | -                  | -                  | -                  | -           | -           | -           | 23     | 1      |
| lug.-dic. 2019       | Gent                 | PL                   | 6          | 0          | CB              | 1               | 1               | UEL                | 5                  | 2                  | -           | -           | -           | 12     | 3      |
| Totale Gent          | Totale Gent          | Totale Gent          | 62         | 22         |                 | 4               | 1               |                    | 7                  | 2                  |             | -           | -           | 73     | 25     |
| 2020                 | FC Cincinnati        | MLS                  | 16         | 2          | -               | -               | -               | -                  | -                  | -                  | MisB        | 4           | 1           | 20     | 3      |
| 2021                 | FC Cincinnati        | MLS                  | 29         | 0          | -               | -               | -               | -                  | -                  | -                  | -           | -           | -           | 29     | 0      |
| 2022                 | FC Cincinnati        | MLS                  | 28         | 1          | USOC            | 1               | 0               | -                  | -                  | -                  | LC          | 1           | 1           | 30     | 2      |
| 2023                 | FC Cincinnati        | MLS                  | 29         | 0          | USOC            | 5               | 2               | -                  | -                  | -                  | LC          | 3           | 0           | 23     | 2      |
| 2024                 | FC Cincinnati        | MLS                  | 35         | 10         |                 | -               | -               | CCC                | 3                  | 0                  | LC          | 4           | 1           | 42     | 11     |
| Totale FC Cincinnati | Totale FC Cincinnati | Totale FC Cincinnati | 137        | 13         |                 | 6               | 2               |                    | 3                  | 0                  |             | 12          | 3           | 158    | 18     |
| Totale carriera      | Totale carriera      | Totale carriera      | 391        | 80         |                 | 25              | 15              |                    | 32                 | 6                  |             | 12          | 3           | 460    | 104    |

### Cronologia presenze e reti in Nazionale
| Cronologia completa delle presenze e delle reti in nazionale ― Giappone | Cronologia completa delle presenze e delle reti in nazionale ― Giappone | Cronologia completa delle presenze e delle reti in nazionale ― Giappone | Cronologia completa delle presenze e delle reti in nazionale ― Giappone | Cronologia completa delle presenze e delle reti in nazionale ― Giappone | Cronologia completa delle presenze e delle reti in nazionale ― Giappone | Cronologia completa delle presenze e delle reti in nazionale ― Giappone | Cronologia completa delle presenze e delle reti in nazionale ― Giappone |
| Data                                                                    | Città                                                                   | In casa                                                                 | Risultato                                                               | Ospiti                                                                  | Competizione                                                            | Reti                                                                    | Note                                                                    |
| ----------------------------------------------------------------------- | ----------------------------------------------------------------------- | ----------------------------------------------------------------------- | ----------------------------------------------------------------------- | ----------------------------------------------------------------------- | ----------------------------------------------------------------------- | ----------------------------------------------------------------------- | ----------------------------------------------------------------------- |
| 11-11-2016                                                              | Kashima                                                                 | Giappone                                                                | 4 – 0                                                                   | Oman                                                                    | Amichevole                                                              | -                                                                       | 71’                                                                     |
| 15-11-2016                                                              | Saitama                                                                 | Giappone                                                                | 2 – 1                                                                   | Arabia Saudita                                                          | Qual. Mondiali 2018                                                     | -                                                                       | 47’                                                                     |
| 23-3-2017                                                               | Al Ain                                                                  | Emirati Arabi Uniti                                                     | 0 – 2                                                                   | Giappone                                                                | Qual. Mondiali 2018                                                     | 1                                                                       | 55’ 78’                                                                 |
| 28-3-2017                                                               | Saitama                                                                 | Giappone                                                                | 4 – 0                                                                   | Thailandia                                                              | Qual. Mondiali 2018                                                     | 1                                                                       | 84’                                                                     |
| 7-6-2017                                                                | Tokyo                                                                   | Giappone                                                                | 1 – 1                                                                   | Siria                                                                   | Amichevole                                                              | -                                                                       | 45’                                                                     |
| 13-6-2017                                                               | Teheran                                                                 | Iraq                                                                    | 1 – 1                                                                   | Giappone                                                                | Qual. Mondiali 2018                                                     | -                                                                       |                                                                         |
| 31-8-2017                                                               | Saitama                                                                 | Giappone                                                                | 2 – 0                                                                   | Australia                                                               | Qual. Mondiali 2018                                                     | -                                                                       | 89’                                                                     |
| 5-9-2017                                                                | Gedda                                                                   | Arabia Saudita                                                          | 1 – 0                                                                   | Giappone                                                                | Qual. Mondiali 2018                                                     | -                                                                       | 80’                                                                     |
| 6-10-2017                                                               | Toyota                                                                  | Giappone                                                                | 2 – 1                                                                   | Nuova Zelanda                                                           | Amichevole                                                              | -                                                                       | 78’                                                                     |
| 10-11-2017                                                              | Villeneuve-d'Ascq                                                       | Giappone                                                                | 1 – 3                                                                   | Brasile                                                                 | Amichevole                                                              | -                                                                       | 46’                                                                     |
| 14-11-2017                                                              | Bruges                                                                  | Belgio                                                                  | 1 – 0                                                                   | Giappone                                                                | Amichevole                                                              | -                                                                       | 68’                                                                     |
| 23-3-2018                                                               | Liegi                                                                   | Giappone                                                                | 1 – 1                                                                   | Mali                                                                    | Amichevole                                                              | -                                                                       | 70’                                                                     |
| 27-3-2018                                                               | Liegi                                                                   | Giappone                                                                | 1 – 2                                                                   | Ucraina                                                                 | Amichevole                                                              | -                                                                       | 65’                                                                     |
| Totale                                                                  |                                                                         | Presenze                                                                | 13                                                                      |                                                                         | Reti                                                                    | 2                                                                       |                                                                         |

## Palmarès

### Club
- MLS Supporters' Shield: 1

FC Cincinnati: 2023

### Nazionale
- Coppa d'Asia Under-23: 1

2016